# 松岡洸希
松岡 洸希（まつおか こうき、2000年8月31日 - ）は、埼玉県桶川市出身のプロ野球選手（投手）。右投右打。北海道日本ハムファイターズ所属。

## 経歴

### プロ入り前
東京ヤクルトスワローズ対読売ジャイアンツの試合で、青木宣親の活躍を見たのを機に、さいたま市立浦和大里小学校1年生の時に野球を始める。少年野球チームの「浦和ビッグウェイブ」に所属していた。
家から近いという理由で桶川市立桶川中学校から地元の公立校、埼玉県立桶川西高等学校へ進学。進学当初は身長154cmと小柄で、守備位置は三塁手・遊撃手であったがチームの事情で3年春からは投手も兼任した。
投手に転向した当初は球速110km/h - 120km/hの間だったが、最終的には最速143km/hを記録するようになり、身長も179cmに達した。
3年時の夏に行われた第100回全国高等学校野球選手権記念大会北埼玉大会では、2回戦（初戦）で花咲徳栄高校を相手に3打数3安打で適時打も記録したものの、1-10とコールドで敗れた。
後に北海道日本ハムファイターズに2位指名された野村佑希と対戦している。
秋にはプロ志望届を提出したが、指名漏れとなった。
高校卒業後に最短でのプロ入りを目指し、入団1年でNPBドラフト会議の指名対象となることが可能な独立リーグに挑戦。
BCリーグのドラフト会議で、埼玉武蔵ヒートベアーズから、特別合格枠で指名され、入団した。

### BCリーグ・埼玉武蔵時代

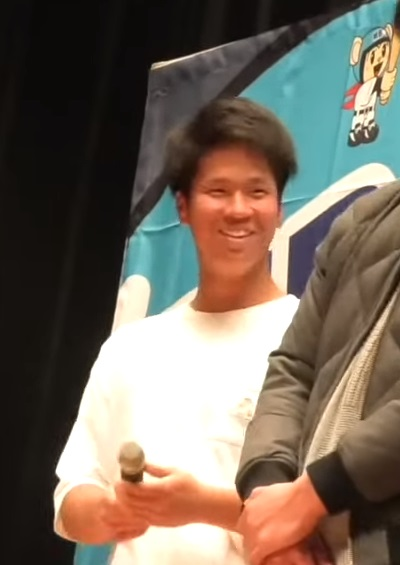
埼玉武蔵時代（2019年12月）

高校在学中の2018年11月、練習中に肘を痛めたこともあり、武蔵入団2か月後の2019年4月に、身体の使い方を見た角晃多監督、片山博視投手コーチ兼選手（当時）によりオーバースローからサイドスローに転向を勧められ、さらに投手としての技術とメンタルを教えられたことで才能が開花。6月に行われた横浜DeNAベイスターズの二軍戦では1回3奪三振と好投を見せ、元東京ヤクルトスワローズの林昌勇をモデルに投球フォームを作り上げると、9月にはオリックス・バファローズの二軍との交流戦で最速149km/hを記録。最終的には32試合登板、27回2/3で0勝2敗、防御率3.58、33奪三振、奪三振率10.24を記録し、ドラフト会議前までにNPBから調査書が10球団から届くまでになった。
2019年10月17日に行われたドラフト会議では、リーグ未勝利ながらも埼玉西武ライオンズから3位指名を受けた。BCリーグ出身選手の3位指名は、過去最高位であった。11月13日に契約金4500万円、年俸750万円（金額は推定）で入団に合意した。背番号は47。

### 西武時代

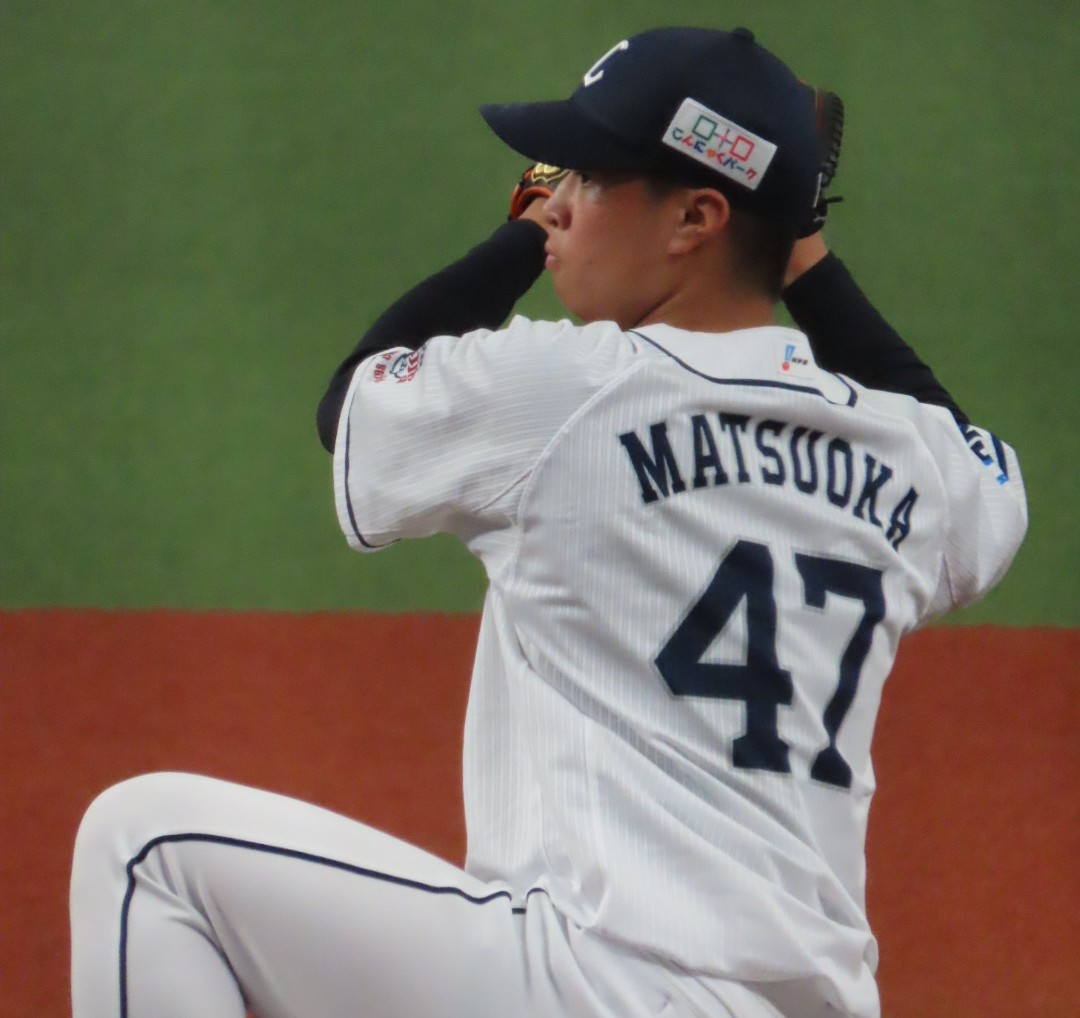
2022年9月24日ベルーナドームにて

2020年は、10月11日に一軍初昇格。同日の対東北楽天ゴールデンイーグルス戦（楽天生命パーク宮城）で救援投手として一軍初登板。しかし、1回2失点と結果を残せず、2回目の登板となった10月15日の対北海道日本ハムファイターズ戦（札幌ドーム）でも救援登板したが1回1失点を喫した。この2試合の登板のみで、同17日に登録を抹消され、そのまま二軍でシーズンを終えた。二軍では19試合に登板して防御率7.77、一軍では2試合の登板で防御率13.50という成績であった。
2021年は、5月5日にシーズン初の一軍昇格となったが、5試合の登板で防御率11.25と結果を残せず、6月7日に登録抹消となった。その後は6月11日の二軍戦を最後に実戦から離れており、9月13日に右肘関節鏡視下滑膜切除術を受け、実戦復帰には全治3 - 4か月を要する見込みであることが同17日に球団から発表された。
2022年は、実戦復帰を果たしたが、一軍登板のないままシーズンを終えた。8月に新型コロナウイルス感染による離脱もありながら、二軍ではチーム最多の31試合に登板。7月末の22試合登板時点で防御率7.94と結果を残せていなかったが、後半は調子を上げ、最終的には防御率を5.95まで改善させた。

### 日本ハム時代
2022年12月9日、初めて開催された現役ドラフトで、北海道日本ハムファイターズから1巡目で指名され移籍した。スポーツニッポンの報道によると、日本ハムが1番目の指名権を獲得したとされる。12月15日に入団会見が行われ、背番号は68となった。
2023年は、一度も一軍登板を果たせず、二軍では23試合に登板し、2勝6敗、防御率4.81という成績だった。オフの10月29日に戦力外通告を受け、11月19日に育成選手として再契約した。背番号は168となる。
2024年は二軍で18試合に登板。2勝2敗、防御率4.31と結果を残せなかった。オフに規定に則り一旦自由契約選手として公示されるも、11月17日に育成再契約を行った。
2025年3月8日、オープン戦での好投を経て支配下復帰をすることが会見で発表された。背番号は93。3月30日の西武戦（ベルーナドーム）で4年ぶりの一軍登板、並びに移籍後初登板を果たし、無失点に抑えた。

## 選手としての特徴
林昌勇を参考にしたフォームが特徴のスリークォーター気味のサイドハンド。独立時代のストレートの最速は149km/h。変化球はスライダー、チェンジアップ、カットボール、カーブを操る。
NPB1年目を終えて変化球の重要性を感じ、2年目からは持ち球にフォークを加え、ストレート・スライダー・フォークの3球種で配球を組み立てている。

## 人物
趣味はアニメ、映画鑑賞。好きな作品は『FAIRY TAIL』。
TBSテレビアナウンサーの熊崎風斗は従兄にあたる。
育成選手として2年目を迎えることとなった2025年シーズンの初夢は、「丸刈り頭の自分がエスコンフィールドHOKKAIDOの一軍マウンドで登板していた」であった。「わかりやすく、誰からも『コイツ覚悟あるな』と思われるのはやっぱり容姿かなと思った」としてすぐさま丸刈りにしたという。松岡はその年のシーズン開幕前に支配下復帰を果たしている。

## 詳細情報

### 年度別投手成績
| 年 度     | 球 団     | 登 板 | 先 発 | 完 投 | 完 封 | 無 四 球 | 勝 利 | 敗 戦 | セ 丨 ブ | ホ 丨 ル ド | 勝 率 | 打 者 | 投 球 回 | 被 安 打 | 被 本 塁 打 | 与 四 球 | 敬 遠 | 与 死 球 | 奪 三 振 | 暴 投 | ボ 丨 ク | 失 点 | 自 責 点 | 防 御 率 | W H I P |
| --------- | --------- | ----- | ----- | ----- | ----- | -------- | ----- | ----- | -------- | ----------- | ----- | ----- | -------- | -------- | ----------- | -------- | ----- | -------- | -------- | ----- | -------- | ----- | -------- | -------- | ------- |
| 2020      | 西武      | 2     | 0     | 0     | 0     | 0        | 0     | 0     | 0        | 0           | ----  | 12    | 2.0      | 5        | 0           | 2        | 0     | 0        | 0        | 0     | 0        | 3     | 3        | 13.50    | 3.50    |
| 2021      | 西武      | 5     | 0     | 0     | 0     | 0        | 0     | 0     | 0        | 0           | ----  | 22    | 4.0      | 5        | 0           | 5        | 0     | 1        | 1        | 0     | 0        | 5     | 5        | 11.25    | 2.50    |
| 通算：2年 | 通算：2年 | 7     | 0     | 0     | 0     | 0        | 0     | 0     | 0        | 0           | ----  | 34    | 6.0      | 10       | 0           | 7        | 0     | 1        | 1        | 0     | 0        | 8     | 8        | 12.00    | 2.83    |

- 2024年度シーズン終了時

### 年度別守備成績
| 年 度 | 球 団 | 投手  | 投手  | 投手  | 投手  | 投手  | 投手     |
| 年 度 | 球 団 | 試 合 | 刺 殺 | 補 殺 | 失 策 | 併 殺 | 守 備 率 |
| ----- | ----- | ----- | ----- | ----- | ----- | ----- | -------- |
| 2020  | 西武  | 2     | 0     | 0     | 0     | 0     | ----     |
| 2021  | 西武  | 5     | 1     | 1     | 0     | 0     | 1.000    |
| NPB   | NPB   | 7     | 1     | 1     | 0     | 0     | 1.000    |

- 2024年度シーズン終了時

### 記録

#### NPB
初記録
- 初登板：2020年10月11日、対東北楽天ゴールデンイーグルス19回戦（楽天生命パーク宮城）、5回裏に2番手で救援登板、1回2失点
- 初奪三振：2021年6月4日、対東京ヤクルトスワローズ1回戦（神宮球場）、4回裏に塩見泰隆から見逃し三振

### 独立リーグでの投手成績
| 年 度     | 球 団     | 登 板 | 先 発 | 完 投 | 完 封 | 無 四 球 | 勝 利 | 敗 戦 | セ 丨 ブ | ホ 丨 ル ド | 勝 率 | 打 者 | 投 球 回 | 被 安 打 | 被 本 塁 打 | 与 四 球 | 敬 遠 | 与 死 球 | 奪 三 振 | 暴 投 | ボ 丨 ク | 失 点 | 自 責 点 | 防 御 率 | W H I P |
| --------- | --------- | ----- | ----- | ----- | ----- | -------- | ----- | ----- | -------- | ----------- | ----- | ----- | -------- | -------- | ----------- | -------- | ----- | -------- | -------- | ----- | -------- | ----- | -------- | -------- | ------- |
| 2019      | 武蔵      | 32    | 1     | 0     | 0     | 0        | 0     | 1     | 0        | -           | .000  | 128   | 27.2     | 22       | 1           | 20       | -     | 4        | 33       | 3     | 0        | 16    | 11       | 3.58     | 1.52    |
| 通算：1年 | 通算：1年 | 32    | 1     | 0     | 0     | 0        | 0     | 1     | 0        | -           | .000  | 128   | 27.2     | 22       | 1           | 20       | -     | 4        | 33       | 3     | 0        | 16    | 11       | 3.58     | 1.52    |

### 背番号
- 19（2019年）
- 47（2020年[17] - 2022年）
- 68（2023年[30]）
- 168（2024年[32] - 2025年3月7日）
- 93（2025年3月8日[36] - ）